# Liste der Monuments historiques in Orges (Haute-Marne)
Die Liste der Monuments historiques in Orges führt die Monuments historiques in der französischen Gemeinde Orges auf.

## Liste der Immobilien
| Bezeichnung  | Beschreibung | Standort                           | Kennzeichnung | Schutzstatus     | Datum     | Bild |
| ------------ | --- | ---------------------------------- | ------------- | ---------------- | --------- | ---- |
| Fleuristerie | Mühle, 19. Jahrhundert, mit technischer Ausstattung, Mühlrad und Turbine; heute Kunstblumenfabrik; wegen fehlender historischer Bedeutung gelöscht | 4 chemin de la Fleuristerie (Lage) | PA52000033    | Inscrit gelöscht | 2012 2015 |      |

## Liste der Objekte
| Bezeichnung                                       | Beschreibung                              | Standort                       | Kennzeichnung | Schutzstatus | Datum | Bild |
| ------------------------------------------------- | ----------------------------------------- | ------------------------------ | ------------- | ------------ | ----- | ---- |
| Skulptur Madonna mit Kind                         | aus dem 18. Jahrhundert                   | in der Kirche St-Didier (Lage) | PM52002031    | Inscrit      | 2013  |      |
| Zwei Skulpturen: Heiliger Klemens und ein Bischof | aus dem 18. Jahrhundert                   | in der Kirche St-Didier (Lage) | PM52002029    | Inscrit      | 2013  |      |
| Relief Mariä Verkündigung                         | aus dem 18. Jahrhundert                   | in der Kirche St-Didier (Lage) | PM52002028    | Inscrit      | 2013  |      |
| Skulptur Heiliger Franziskus                      | aus der erste Hälfte des 17. Jahrhunderts | in der Kirche St-Didier (Lage) | PM52002030    | Inscrit      | 2013  |      |